# Наведённая радиоактивность
Наведённая радиоактивность — это радиоактивность веществ, возникающая под действием облучения их ионизирующим излучением, особенно нейтронами.
При облучении частицами (нейтронами, протонами) стабильные ядра могут превращаться в радиоактивные ядра с различным периодом полураспада, которые продолжают излучать длительное время после прекращения облучения. Особенно сильна радиоактивность, наведённая нейтронным облучением. Это объясняется следующими свойствами этих частиц: для того, чтобы вызвать ядерную реакцию с образованием радиоактивных ядер, гамма-кванты и заряженные частицы должны иметь большую энергию (не меньше нескольких МэВ). Однако они взаимодействуют с электронными оболочками атомов намного интенсивнее, чем с ядрами, и быстро теряют при этом энергию. Кроме того, положительно заряженные частицы (протоны, альфа-частицы) быстро теряют энергию, упруго рассеиваясь на ядрах. Поэтому вероятность гамма-кванта или заряженной частицы вызвать ядерную реакцию ничтожно мала. Например, при бомбардировке бериллия альфа-частицами лишь одна из нескольких тысяч или десятков тысяч (в зависимости от энергии альфа-частиц) вызывает (α, n)-реакцию, а для других веществ эта вероятность ещё меньше.
Нейтроны же, наоборот, захватываются ядрами при любой энергии, более того, максимальна вероятность захвата именно нейтронов с низкой энергией. Поэтому, распространяясь в веществе, нейтрон может попадать в множество ядер последовательно, пока не будет захвачен очередным ядром, и вероятность захвата нейтрона практически равна единице.
Следует заметить, что поглощение нейтронов не обязательно ведёт к появлению наведённой радиоактивности. Многие ядра могут захватывать нейтрон с образованием стабильных ядер, например бор-10 может превратиться в стабильный бор-11 (если захват нейтрона ядром не приведёт к образованию лития и альфа-частицы), лёгкий водород (протий) — в стабильный дейтерий. В таких случаях наведённая радиоактивность не возникает.
Максимальной устойчивостью относительно других элементов к наведённой радиоактивности обладают всего несколько элементов: водород, гелий, бериллий, углерод, кислород, свинец. Это связано или с крайне низким сечением захвата (у гелия-4 оно близко к 0 барн, у дейтерия тоже крайне мало), или с плохой замедляющей способностью с большим количеством последовательных стабильных изотопов (кислород, свинец).
Процесс превращения нерадиоактивных ядер в радиоактивные и образования в веществе радиоактивных изотопов под действием облучения называется активацией.

## Активационный анализ
На эффекте наведённой радиоактивности основан мощный метод определения состава вещества, называемый активационным анализом.
Образец облучается потоком нейтронов (нейтронно-активационный анализ) или гамма-квантов (гамма-активационный анализ, используются фотоядерные реакции). При этом в образце наводится радиоактивность, характер которой, при одинаковом характере облучения, полностью определяется изотопным составом образца. Изучая гамма-спектр излучения образца, можно с очень высокой точностью определить его состав. Предел обнаружения различных элементов зависит от интенсивности облучения и составляет до 10−4−10−7 % для гамма-активационного анализа и до 10−5−10−10 % для нейтронно-активационного анализа.

## Наведённая радиоактивность при ядерных взрывах

Изменение атмосферной концентрации радиоуглерода ^{14}C, вызванное ядерными испытаниями. Синим показана естественная концентрация

Одним из поражающих факторов ядерного взрыва является радиоактивное загрязнение. Основной вклад в радиоактивное загрязнение вносят осколки деления ядер урана или плутония, но частично радиоактивное загрязнение обеспечивается наведённой радиоактивностью. Особенно сильна наведённая радиоактивность при взрыве термоядерных (особенно нейтронных) зарядов, так как выход нейтронов на единицу энергии в них в несколько раз выше, чем у обычных ядерных зарядов, и средняя энергия нейтронов тоже выше, что делает возможными пороговые реакции. Утверждается, например, что взрыв нейтронной бомбы мощностью в 1 кт в 700 метрах от танка не только убивает экипаж нейтронным излучением, но и создает в броне наведённую радиоактивность, достаточную для получения новым экипажем смертельной дозы в течение суток.
При атмосферных ядерных испытаниях особенно большое значение имеет реакция нейтронов с атмосферным азотом-14 {\displaystyle \mathrm {~_{0}^{1}n} +\mathrm {~_{7}^{14}N} \rightarrow \mathrm {~_{6}^{14}C} +\mathrm {~_{1}^{1}H} ,} обладающая довольно высоким сечением (1,75 барн). Общее количество углерода-14, выброшенное в атмосферу во время ядерных испытаний, весьма велико и сравнимо с общим содержанием природного радиоуглерода в атмосфере.
Принцип наведённой радиоактивности положен в основу идеи т. н. кобальтовой бомбы. Это вид ядерного оружия, в котором основным поражающим фактором является радиоактивное загрязнение. Она представляет собой термоядерную бомбу с оболочкой из кобальта, в которой под действием нейтронного излучения взрыва создается изотоп кобальт-60 — сильнейший источник гамма-излучения с периодом полураспада 5,27 лет. Будучи распылённым ядерным взрывом по большой территории, кобальт-60 сделал бы их надолго непригодными для проживания.

## Активация конструкционных материалов ядерных реакторов
Ядерные реакторы длительное время (десятки лет) работают в условиях сильнейшего нейтронного облучения (интенсивность потока нейтронов в некоторых энергетических реакторах достигает 1016 см−2·c−1, а в некоторых экспериментальных реакторах — даже 1019 см−2·c−1), а полный флюенс за все время — 1023 см−2. Ещё интенсивнее будут нейтронные потоки в проектируемых термоядерных реакторах. Это создаёт проблемы с утилизацией конструкций реакторов, отработавших свой срок, так как интенсивность наведённой радиоактивности в конструкциях реактора заставляет отнести их к радиоактивным отходам, причём масса этих отходов сравнима или даже больше массы отработанного ядерного топлива. Например, реактор ВВЭР-1000 весит 324,4 т. (без воды и топлива) и даёт за 30 лет службы около 750 т ОЯТ — всего вдвое больше массы самого реактора. Ещё больше весят конструкции реактора РБМК — 1850 т.
Для решения проблемы с утилизацией элементов конструкции реакторов проводятся исследования по созданию материалов и сплавов, в которых наведённая радиоактивность спадает относительно быстро. Это достигается подбором материалов, которые при облучении нейтронами не дают долгоживущих изотопов (с T½ от десятков до миллионов лет). Характер спада радиоактивности определяется изотопным составом облучаемого вещества, а также спектром нейтронов.
Например, нежелательно содержание в таких сплавах никеля, молибдена, ниобия, серебра, висмута: они при облучении нейтронами дают изотопы с длительным временем жизни, например 59Ni (T½ = 100 тыс. лет), 94Nb (T½=20 тыс. лет), 91Nb (T½=680 лет), 93Mo (T½=4 тыс. лет). В термоядерных реакторах нежелательным материалом является также алюминий, в котором под действием быстрых нейтронов нарабатывается долгоживущий изотоп 26Al (T½=700 тыс. лет). В то же время такие материалы, как ванадий, хром, марганец, титан, вольфрам не создают изотопов с длительным временем жизни, поэтому после выдержки в течение нескольких десятков лет активность их падает до уровня, допускающего работу с ними персонала без специальной защиты. Например, сплав 79 % ванадия и 21 % титана, облучённый нейтронами спектра термоядерного реактора DEMO с флюенсом 2·1023 см−2, за 30 лет выдержки уменьшает активность до безопасного уровня (25 мкЗв/ч), а малоактивируемая сталь марки Fe12Cr20MnW только за 100 лет. Однако даже небольшая примесь никеля, ниобия или молибдена может увеличить это время до десятков тысяч лет.
Ещё одним способом уменьшения наведённой радиоактивности является изотопное обогащение. Например, при облучении железа нейтронами основной вклад в наведённую радиоактивность вносит изотоп 55Fe с периодом полураспада 2,7 лет в 55Mn (К-захват с излучением гамма-квантов с энергией 0,0065 МэВ), он образуется из лёгкого изотопа 54Fe, поэтому обогащение природного железа тяжёлыми изотопами может существенно снизить наведённую радиоактивность. Аналогично, существенно снижает наведённую радиоактивность молибдена обогащение тяжёлыми изотопами, а циркония или свинца — напротив, лёгкими. Однако изотопное разделение обходится очень дорого, поэтому экономическая целесообразность его под вопросом.